# Maria Makino
Maria Makino (牧野 真莉愛 Makino Maria?,  Prefectura de Aichi, Japón, 2 de febrero de 2001) es una cantante de J-Pop y bailarina japonesa. Maria es miembro del grupo femenino Morning Musume, como parte de la duodécima generación.

## Biografía
Makino nació el 2 de febrero de 2001 en la prefectura de Aichi, Japón. El 1 de noviembre de 2012, a la edad de once años, se unió a Hello Pro Kenshuusei junto con otras finalistas, convirtiéndose en miembro de la 20.ª generación. Fue anunciado de manera oficial el 20 de noviembre.
En el verano de 2014, Makino audicionó para Morning Musume '14 (Golden) Audition! y tener la oportunidad de unirse al grupo, audición que pasó con éxito. Fue presentada como miembro de la duodécima generación durante el concierto de Morning Musume '14 en Nippon Budokan el 30 de septiembre, junto a Haruna Ogata, Miki Nonaka y Akane Haga, abandonando Hello Pro Kenshuusei ese mismo día.

## Grupo y unidades de Hello! Project
- Hello Pro Kenshuusei (2012–2014)
- Morning Musume (2014–presente)
- Hello Project Dance Club (2015-presente)
- Morning Musume 20th (2017-2018)

## Discografía

### Singles
Morning Musume
- "Seishun Kozo ga Naiteiru / Yūgure wa Ameagari / Ima Koko Kara" (2015)
- "Oh My Wish! / Sukatto My Heart / Ima Sugu Tobikomu Yūki" (2015)
- "Tsumetai Kaze to Kataomoi / Endless Sky / One and Only" (2015)
- "Utakata Saturday Night! / The Vision / Tokyo to Iu Katasumi" (2016)
- "Sexy Cat no Enzetsu / Mukidashi de Mukiatte / Sou Janai" (2016)
- "BRAND NEW MORNING / Jealousy Jealousy" (2017)
- "Jama Shinaide Here We Go! / Dokyū no Go Sign / Wakaindashi!" (2017)
- Ai no Tane (20th anniversary ver.) (2017)
- Gosenfu no Tasuki (2017)
- Hana ga Saku Taiyou Abite (2018)
- Morning Coffe (20th anniversary ver.) (2018)
- "Are you Happy' / A gonna" (2018)
- "Furari Ginza / Jiyuu na Kuni Dakara/ Y Jiro no Tochuu" (2018)
- "Seishun Night / Jinsei Blues" (2019)
- ''KOKORO&KARADA/ LOVEpedia/ Ningen Kankei no Way Way'' (2020)
- ''Junjou Evidence / Gyuusaretai Dake na no ni'' (2020)
- ''Teenage Solution / Yoshi Yoshi Shite Hoshii no / Beat no Wakusei'' (2021)
- ''Chu Chu Chu Bokura no Mirai / Dai・Jinsei Never Been Better!'' (2022)
- ''Swing Swing Paradise / Happy birthday to Me!'' (2022)
- ''Suggoi FEVER! / Wake-up Call ~Mezameru Toki~ / Neverending Shine'' (2023)